# Башкатов, Юрий Николаевич
Ю́рий Никола́евич Башка́тов (рум. Iurie Bașcatov; 20 июня 1968, Кишинёв — 2 сентября 2022) — советский и молдавский пловец. Двукратный серебряный призёр Олимпийских игр (1988, 1992) и бронзовый призёр чемпионата мира 1991 года в эстафете 4×100 м вольным стилем. Чемпион Европы 1989 в комбинированной эстафете 4×100 м. Серебряный призёр чемпионата Европы 1989 на дистанции 100 м вольным стилем. Неоднократный рекордсмен Европы в эстафетах.
Победитель этапа Кубка мира по плаванию 1989/90 на дистанции 100 м в/с. Чемпион СССР на дистанции 200 м в/с (1988), двукратный серебряный призёр на дистанции 100 м в/с (1988, 1989), двукратный серебряный призёр на дистанции 200 м в/с (1988, 1989), бронзовый призёр на дистанции 100 м в/с (1992). Рекордсмен СССР на дистанции 200 м в/с (1:49,70).
На Олимпийских играх 1988 года Башкатов занял пятое место на дистанции 100 метров вольным стилем с результатом 50,08. В финале эстафеты 4×100 метров вольным стилем показал лучшее время среди всех пловцов на своём втором этапе и вывел команду на второе место, сборная СССР в итоге завоевала серебро с результатом 3:18,33 (1,80 сек отставания от чемпионов американцев).
На чемпионате Европы 1989 года в Бонне занял второе место на дистанции 100 метров вольным стилем с результатом 50,13, золото с рекордом Европы выиграл итальянец Джорджо Ламберти. Там же стал чемпионом в составе сборной СССР в комбинированной эстафете 4×100 метров.
На Олимпийских играх 1992 года выступал только в эстафете 4×100 метров вольным стилем. В предварительном заплыве выступал на последнем этапе, а в финале выступал на третьем этапе (проплыл в одно время со знаменитым американцем Томом Джегером), вывел команду на третье место и передал эстафету Александру Попову. Объединённая команда показала результат 3:17,56 и заняла второе место, проиграв 0,82 сек американцам.
Окончил Технический университет Молдовы и Государственный университет физической культуры и спорта Республики Молдова.
С 1994 года жил и работал тренером в Чили.
Умер 2 сентября 2022 года в возрасте 54 лет.